# Bajmok
Bajmok (izvirno srbsko Бајмок; madžarsko Bajmok, nemško Nagelsdorf) je naselje v Srbiji, ki upravno spada pod Mesto Subotica; slednja pa je del Severnobačkega upravnega okraja.

## Demografija
V naselju živi 7018 polnoletnih prebivalcev, pri čemer je njihova povprečna starost 41,6 let (39,7 pri moških in 43,4 pri ženskah). Naselje ima 3175 gospodinjstev, pri čemer je povprečno število članov na gospodinjstvo 2,69.
Prebivalstvo je večinoma nehomogeno, a v času zadnjih treh popisov je opazno zmanjšanje števila prebivalcev.
|  |

| Demografija | Demografija     | Demografija     |
| Leto        | Št. prebivalcev | Št. prebivalcev |
| ----------- | --------------- | --------------- |
|             |                 |                 |
|             |                 |                 |
|             |                 |                 |
|             |                 |                 |
| 1948        | 11188           |                 |
| 1953        | 10829           |                 |
| 1961        | 11117           |                 |
| 1971        | 10307           |                 |
| 1981        | 9586            |                 |
| 1991        | 8620            | 8434            |
| 2002        | 8726            | 8586            |
|             |                 |                 |

| Etnična sestava po popisu iz leta 2002 | Etnična sestava po popisu iz leta 2002 | Etnična sestava po popisu iz leta 2002 | Etnična sestava po popisu iz leta 2002 | Etnična sestava po popisu iz leta 2002 |
| -------------------------------------- | -------------------------------------- | -------------------------------------- | -------------------------------------- | -------------------------------------- |
| Srbi                                   | Srbi                                   |                                        | 2.900                                  | 33,77%                                 |
| Madžari                                | Madžari                                |                                        | 2.450                                  | 28,53%                                 |
| Bunjevci                               | Bunjevci                               |                                        | 1.266                                  | 14,74%                                 |
| Hrvati                                 | Hrvati                                 |                                        | 700                                    | 8,15%                                  |
| Jugoslovani                            | Jugoslovani                            |                                        | 454                                    | 5,28%                                  |
| Črnogorci                              | Črnogorci                              |                                        | 102                                    | 1,18%                                  |
| Nemci                                  | Nemci                                  |                                        | 31                                     | 0,36%                                  |
| Makedonci                              | Makedonci                              |                                        | 14                                     | 0,16%                                  |
| Romi                                   | Romi                                   |                                        | 13                                     | 0,15%                                  |
| Albanci                                | Albanci                                |                                        | 13                                     | 0,15%                                  |
| Muslimani                              | Muslimani                              |                                        | 10                                     | 0,11%                                  |
| Slovenci                               | Slovenci                               |                                        | 7                                      | 0,08%                                  |
| Rusini                                 | Rusini                                 |                                        | 4                                      | 0,04%                                  |
| Slovaki                                | Slovaki                                |                                        | 3                                      | 0,03%                                  |
| Čehi                                   | Čehi                                   |                                        | 2                                      | 0,02%                                  |
| Romuni                                 | Romuni                                 |                                        | 1                                      | 0,01%                                  |
| Neznano                                | Neznano                                |                                        | 3                                      | 0,03%                                  |